# 中村清造

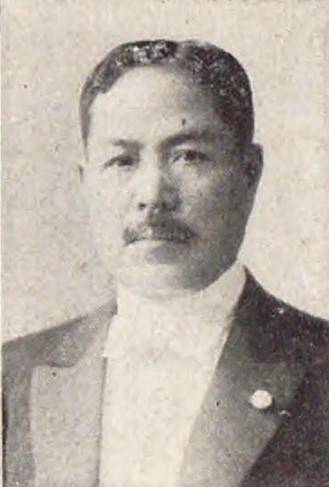
中村清造

中村 清造（なかむら せいぞう、1871年5月9日（明治4年3月20日） - 1932年（昭和7年）7月21日）は、日本の実業家、醸造家、政治家。衆議院議員。

## 経歴
筑前国宗像郡上西郷村（現:福岡県福津市）で、酒造家・中村清作の長男として生まれる。1889年（明治22年）県立中学校を卒業。日清戦争、日露戦争に従軍した。
上西郷村長、津屋崎町長、宗像郡会議員、同参事会員、福岡県会議員、同参事会員などを歴任。その他、福岡県地方森林会議員、全国酒造組合連合会評議員、宗像郡酒造組合長などを務めた。
1920年（大正9年）5月、第14回衆議院議員総選挙に福岡県第9区から立憲政友会所属で出馬して当選。第15回総選挙でも当選し、衆議院議員を連続2期務めた。この間、立憲政友会福岡県支部幹事長となる。
家業の酒醸造については、原料の精選、改良を加えて良酒を生み出し販路を拡大した。